# 李大憲
李 大憲（イ デホン、朝鮮語: 이대헌、朝鮮語ラテン翻字: Lee Dae-Heon、1993年11月17日 - ）は、大韓民国出身のプロサッカー選手。ポジションはミッドフィールダー。

## 来歴
汀羅初等学校、黄池中学校、江陵中央高等学校出身。
年代別代表には13歳以下年代から選ばれ、2007年にはU-14韓国代表としてJFAエリートプログラムU-14選抜に選ばれた山田俊毅・幸野志有人・杉本竜士らと対戦している。
2009年に古豪・江陵中央高へ進学すると、監督の方針により1年からレギュラーに抜擢され、2年生から10番を背負い中心選手となった。高校入学したころからJリーグに進む意志があったと日本のメディアには語っている。2011年、旧知の仲であった朴台洪が横浜FCに入団すると更にJリーグ入りの意思を固め、同年8月から来日しJリーグ数クラブに売り込みをかけ練習に参加した。なお、この段階で契約出来なかったときは、韓国の大学へ進学後にまたJリーグ入りを目指していたと日本のメディアには語っている。
2012年、サンフレッチェ広島と契約する。同期入団は増田卓也・黄錫鎬。クラブ側は後に、将来性を買ったのと海外クラブへ移籍した場合に発生する移籍金を目論んで獲得したと述べている。けが人が続出したチームの序盤でACLではベンチ入りし試合出場することができたがリーグでは出場できなかった。
2014年、V・ファーレン長崎へ期限付き移籍。序盤はワントップで起用されていたが、中盤以降は出場機会がなかった。シーズン終了後、長崎・広島共に契約満了。
2015年、栃木SCへ完全移籍したが、7月に契約を解除し退団。無所属になったが韓国に帰国し木浦市庁FCに加入した。

## 個人成績
| 国内大会個人成績 | 国内大会個人成績 | 国内大会個人成績 | 国内大会個人成績 | 国内大会個人成績 | 国内大会個人成績 | 国内大会個人成績 | 国内大会個人成績 | 国内大会個人成績 | 国内大会個人成績 | 国内大会個人成績 | 国内大会個人成績 |
| 年度             | クラブ           | 背番号           | リーグ           | リーグ戦         | リーグ戦         | リーグ杯         | リーグ杯         | オープン杯       | オープン杯       | 期間通算         | 期間通算         |
| 年度             | クラブ           | 背番号           | リーグ           | 出場             | 得点             | 出場             | 得点             | 出場             | 得点             | 出場             | 得点             |
| 日本             | 日本             | 日本             | 日本             | リーグ戦         | リーグ戦         | リーグ杯         | リーグ杯         | 天皇杯           | 天皇杯           | 期間通算         | 期間通算         |
| ---------------- | ---------------- | ---------------- | ---------------- | ---------------- | ---------------- | ---------------- | ---------------- | ---------------- | ---------------- | ---------------- | ---------------- |
| 2012             | 広島             | 19               | J1               | 0                | 0                | 0                | 0                | 0                | 0                | 0                | 0                |
| 2013             | 広島             | 19               | J1               | 0                | 0                | 0                | 0                | 0                | 0                | 0                | 0                |
| 2014             | 長崎             | 24               | J2               | 13               | 0                | -                | -                | 0                | 0                | 13               | 0                |
| 2015             | 栃木             | 20               | J2               | 9                | 0                | -                | -                | 0                | 0                | 9                | 0                |
| 通算             | 日本             | 日本             | J1               | 0                | 0                | 0                | 0                | 0                | 0                | 0                | 0                |
| 通算             | 日本             | 日本             | J2               | 22               | 0                | -                | -                | 0                | 0                | 22               | 0                |
| 総通算           | 総通算           | 総通算           | 総通算           | 22               | 0                | 0                | 0                | 0                | 0                | 22               | 0                |

| 国際大会個人成績 | 国際大会個人成績 | 国際大会個人成績 | 国際大会個人成績 | 国際大会個人成績 | FIFA      | FIFA      |
| 年度             | クラブ           | 背番号           | 出場             | 得点             | 出場      | 得点      |
| AFC              | AFC              | AFC              | ACL              | ACL              | クラブW杯 | クラブW杯 |
| ---------------- | ---------------- | ---------------- | ---------------- | ---------------- | --------- | --------- |
| 2012             | 広島             | 19               | -                | -                | 0         | 0         |
| 2013             | 広島             | 19               | 3                | 0                | -         | -         |
| 通算             | AFC              | AFC              | 3                | 0                | 0         | 0         |

- 公式戦初出場：2013年3月13日 ACL第2節 vs北京国安戦（北京工人体育場）
  - 68分、清水航平と途中交代出場
- Jリーグ初出場：2014年3月9日 J2第2節 vs湘南ベルマーレ戦 (長崎県立総合運動公園陸上競技場)
  - 78分、東浩史と途中交代出場
- Jリーグ初得点

## タイトル

### クラブ
サンフレッチェ広島
- Jリーグ ディビジョン1：2回（2012年、2013年）
- ゼロックススーパーカップ：1回（2013年）

## 代表歴
- U-13韓国代表
- U-14韓国代表
- U-15韓国代表
- U-17韓国代表
- U-18韓国代表